# アルヴィン・ゴールドマン

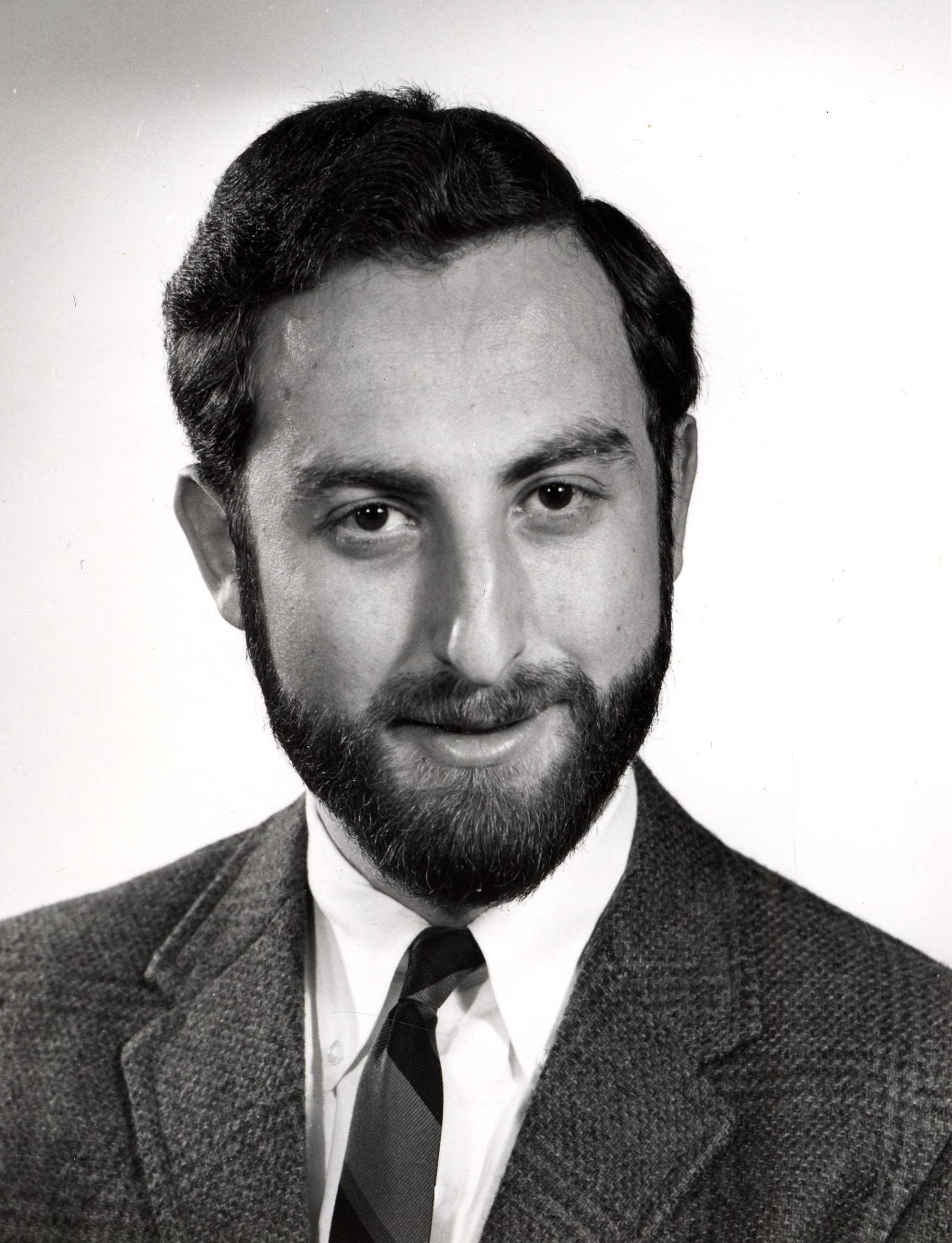
アルヴィン・ゴールドマン

アルヴィン・ゴールドマン（Alvin Ira Goldman、1938年 - 2024年8月4日）は、アメリカの哲学者。ラトガース大学で哲学の教授をしている。以前にはミシガン大学やアリゾナ大学で教鞭を取ったこともある。博士号はプリンストン大学で取得。著名な倫理学者であり、またラトガース大学の教授で前理事でもあるホーリー・スミスと結婚している。ゴールドマンの哲学の影響はさまざまな分野にわたるが、特に認識論、心の哲学、そして認知科学の領域で活躍している。

## 行為の理論
ゴールドマンの初期の著作である人間の行為の理論は、私たちがいつも行っている多くの行為を体系的に分類し、関連付ける手法を提出した著作だ。（博士論文を基にしている）。この本の影響力は広く、特にジョン・ロールズの著作正義論にも影響が見られる。この初期の行為論の著作は、すぐに哲学のさまざまな領域につながっていくことになった。とくに、認識論への影響は大きい。

## 認識論
ゴールドマンといえば、知識と正当化された信念について一連の自然主義的な説明を提出しているというのが最もよく知られた一面だろう。こうした一連の議論の発端は、論文"知識の因果説"にあらわれている。この論文に従えば、その信念を真にする事実によって適切な形で引き起こされた真なる信念こそが知識である。しかしすぐにゴールドマンは別の説明を提出しなおすことになる。こちらによれば、知識とは信頼できるプロセスによって引き起こされた真なる信念である（信頼性主義）。この新しい説明にも、その後ゴールドマンが提出したさらに新しい説明にも、さまざまな困難が付きまとってはいる。しかしこれらは、知識と正当化された信念について、20世紀後半に提出された中では最も影響力のある説だといえるだろう。というのは、これら二つの説は、「許容」「義務」といった規範的概念ではなく、「因果」、「信頼性」という自然主義的な考え方に訴えることで、認識論に新たなアプローチの仕方を提案したからだ。当時は、規範的な考えが占める領域でこうした自然主義的な考えを用いるというのは、ゴールドマンの著述の著しい特徴をなしていたのだが、こうしたやり方は今日では普通のものになってきている。しかしこうした流れは、少なからずゴールドマン自身の著述に負っているのだ。
より最近では、ゴールドマンの認識論上の仕事は社会認識論の問題に向かっており、認識論に対する自身のアプローチを法律（特に証拠）や投票、メディアなどの問題に応用してきている。ゴールドマンの言い方を借りれば、文化理論やポストモダニズムが「社会認識論」という名の下に示唆してきたものよりも、ラディカルでない社会認識論を提出しようとしているのだ。ゴールドマンのアプローチは分析哲学の道具立て、特に形式認識論を、社会的知識の分析に使おうというもので、こうした仕事のいくつかは著作社会的世界の中の知識にまとめられている。

## その他の問題
ゴールドマンは、認知科学の研究が、認識論を含む哲学のさまざまな分野にどのように関係するのかを示すのにも、長い間大きな情熱を傾けてきた。この方面の仕事は認識と認知、認知科学の哲学的応用、こころをシミュレートにまとめられている。

## 主な著作
- Action (1965)
- "A Causal Theory of Knowing" in The Journal of Philosophy v. 64 (1967), pp. 357-372.
- A Theory of Human Action (1970)
- "Epistemics: The Regulative Theory of Cognition," The Journal of Philosophy 75 (1978) pp. 509-523.
- "What is Justified Belief?" in Justification and Knowledge (1979), pp. 1-23.
- Epistemology and Cognition (1986)
- Liaisons: Philosophy Meets the Cognitive and Social Sciences (1991)
- Philosophical Applications of Cognitive Science (1993)
- Readings in Philosophy and Cognitive Science (editor), (1993)
- Knowledge in a Social World (1999)
- Pathways to Knowledge: Private and Public (2004)
- Simulating Minds (2006)